# Coup (Mutprobe)

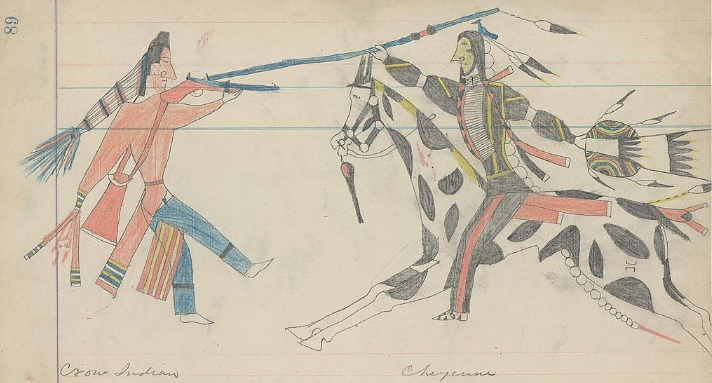
Ledger Art: Zeichnung eines berittenen Cheyenne-Kriegers, der einen Coup mit Lanze gegen einen abgesessenen Crow-Krieger erzielt (1880er Jahre)

Als Coup ( französisch für „Schlag“ oder „Stoß“) oder Counting Coup (aus dem englischen mit Bedeutung in etwa berechnender Coup oder (sich) auszählender Coup ) bezeichnen die Prärie-Indianer der Great Plains eine Mutprobe, bei der nachweislich ein Feind mit einem Stab, einer Waffe oder mit der Hand berührt wurde. Dabei war es nicht zwingend notwendig, dass der Gegner verletzt oder getötet wurde. Die Indianer bewerteten Coups nach Rängen:
1. Einen Gegner im Kampf töten.
2. Einen lebenden Gegner skalpieren.
3. Einen lebenden Feind berühren oder verwunden.
4. Einen toten Feind skalpieren.
5. Das Pferd eines Gegners stehlen.

Der Rang eines Coups wurde aber auch nach der Größe der Gefahr und dem Ansehen des Gegners beurteilt. Die im feindlichen Lager erzielten Coups zählten am meisten und brachten dem Krieger die höchste Ehre ein. So wurde derjenige Krieger am höchsten geachtet, der unbewaffnet in das Lager eines Feindes schlich und einen Coup erzielte. Manche Krieger verwendeten verzierte Coupstäbe, mit denen sie den Feind berührten. Überlebte der Besitzer dieses Bravourstück, dann stellte er die Szene während der Siegesfeier nach. Am Warbonnet, dem Kopfschmuck der Indianer, konnte man die Zahl der erzielten Coups erkennen. Die Adlerfedern wurden eingekerbt und verziert, um über die mutigen Taten eines Kriegers zu berichten. Sie gaben Auskunft darüber, ob er zu Fuß oder auf dem Pferd gekämpft und welchen Rang der jeweilig erzielte Coup hatte.
Dass der Begriff, etwa bei den Lakota, noch geläufig ist und auch in andere Zusammenhänge übertragen wird, zeigt die Tatsache, dass die Berührung eines Helikopters, um die Landung zu verhindern, im Mai 2010 mit diesem Begriff belegt wurde.